# Cuisine texane
La cuisine texane est le mode de préparation de la nourriture associée à l'État du Texas, aux États-Unis. Le Texas étant un grand État, et sa cuisine est influencée par un large éventail d'influences culturelles : du sud des États-Unis, allemande, britannique, afro-américaine, cajun, mexicaine,  amérindienne, asiatique, juive et italienne.

## Cuisine tex-mex
La cuisine tex-mex fait référence à un style de cuisine qui combine la cuisine traditionnelle mexicaine avec des goûts et des techniques de la cuisine américaine. La cuisine tex-mex diffère de la cuisine traditionnelle mexicaine par un changement dans les proportions des différents ingrédients, l'utilisation de viandes (comme le bœuf haché), de fromage fondu et d'épices plus adaptées au goût américain. La cuisine tex-mex a influencé ce qui est souvent appelée la cuisine « mexicaine » dans de nombreuses régions des États-Unis et en Europe. Les plats emblématiques de la cuisine tex-mex sont les nachos et les fajitas. Le Pan de camp, un pain plat de la cuisine Tex-Mex, est le pain officiel de l’État du Texas.

## Barbecue texan

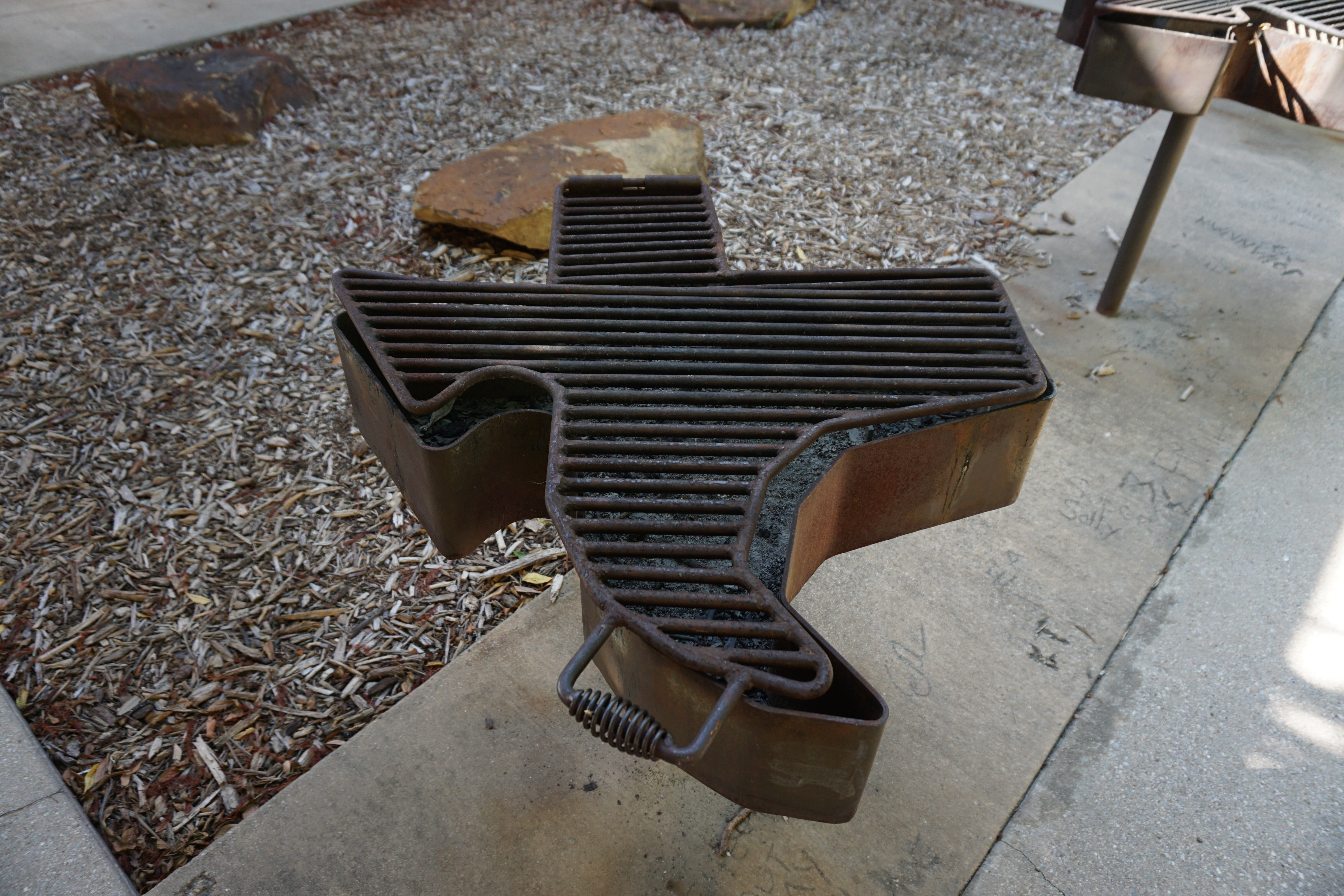
Un barbecue de la forme de l'État du Texas

Le barbecue au Texas est défini par certaines caractéristiques distinctes qui le rendent différent du  barbecue rencontré dans d'autres États américains. Contrairement aux autres formes de barbecues qui utilisent du porc, les texans utilisent principalement du bœuf. La poitrine fumée est l'une des viandes les plus couramment utilisée, de même que les saucisses de bœuf fumé. Les techniques et les saveurs des barbecues au Texas montrent les influences des immigrés européens, notamment tchèques et allemands, ainsi que les influences traditionnelles afro-américaines et amérindiennes sur cette cuisine.

## Hamburger
La première revendication de l'invention du hamburger était de Fletcher Davis Athens, un texan qui prétendit en avoir servi dans son restaurant à une époque où les vaches étaient plus nombreuses que les humains au Texas. Selon la tradition orale, dans les années 1880, il aurait ouvert un comptoir-lunch à Athens et aurait servi un « hamburger » de galettes de bœuf haché frit avec de la moutarde et des oignons entre deux tranches de pain avec un cornichon sur le côté. 
 (juillet 2019).
Certains pensent qu'en 1904, Davis et son épouse Ciddy auraient dirigé un stand de sandwich au St. Louis World's Fair. L'historien Frank X. Tolbert, a noté que le résident d'Athèndes Clint Murchison a déclaré que son grand-père datait les hamburgers des années 1880 de « Old Dave », littéralement « Vieux Dave », a.k.a Fletcher Davis. Une photo de « Old Dave's Hamburger Stand », littéralement « Vieux Stand d'Hamburger de Dave» a été envoyé en 1904 par un anonyme à Tolbert comme une preuve de la revendication.

## Fajitas
La spécificité des fajitas est une manière de couper la viande, un style de cuisson (directement sur un feu de camp ou sur un gril), et un surnom espagnol qui remonte aux années 1930 dans les terres d'élevage du sud et l'ouest du Texas. Au cours de rafles de bétail, des animaux ont été régulièrement abattus pour nourrir les habitants. Les parties inutiles telles que la peau, la tête, les entrailles, et les parures de viande, étaient données aux cowboys mexicains appelés vaqueros dans le cadre de leur rémunération. Les plats copieux frontaliers comme le barbacoa de cabeza, le menudo (ragoût de tripes), et les fajitas ou les arracheras (steak grillé) ont leurs racines dans cette pratique. Compte tenu du nombre limité de carcasses et le fait que la viande n'était pas disponible dans le commerce, la tradition des fajitas est restée régionale et relativement obscure pendant de nombreuses années, probablement seulement circonscrites aux vaqueros, aux bouchers et à leurs familles.

## Autres aliments
Le Texas est connu pour sa propre variation du chili con carne, plat officiel de l’État . Le chili du Texas est un ingrédient de la tarte Frito, un plat à base chips de maïs (en particulier de la marque Fritos), inventé au Texas. 
Le steak de poulet frit est un plat traditionnel du Texas, une variation sur schnitzel , arrivé au Texas avec les immigrants allemands.
Les immigrés tchèques ont apporté la tradition du kolache, une pâtisserie composée de fruits, viande et fromage.